# Ford Puma (2019)
Ne doit pas être confondu avec Ford Puma (1997).
Le Ford Puma est un crossover urbain produit par le constructeur automobile américain Ford depuis décembre 2019. Il reprend le nom d'un petit coupé produit par Ford de 1997 à 2002 (basé sur une plate-forme de fiesta de troisième génération). Depuis 2025, ce modèle délaisse les motorisations thermiques au profit du 100% électrique.

## Présentation

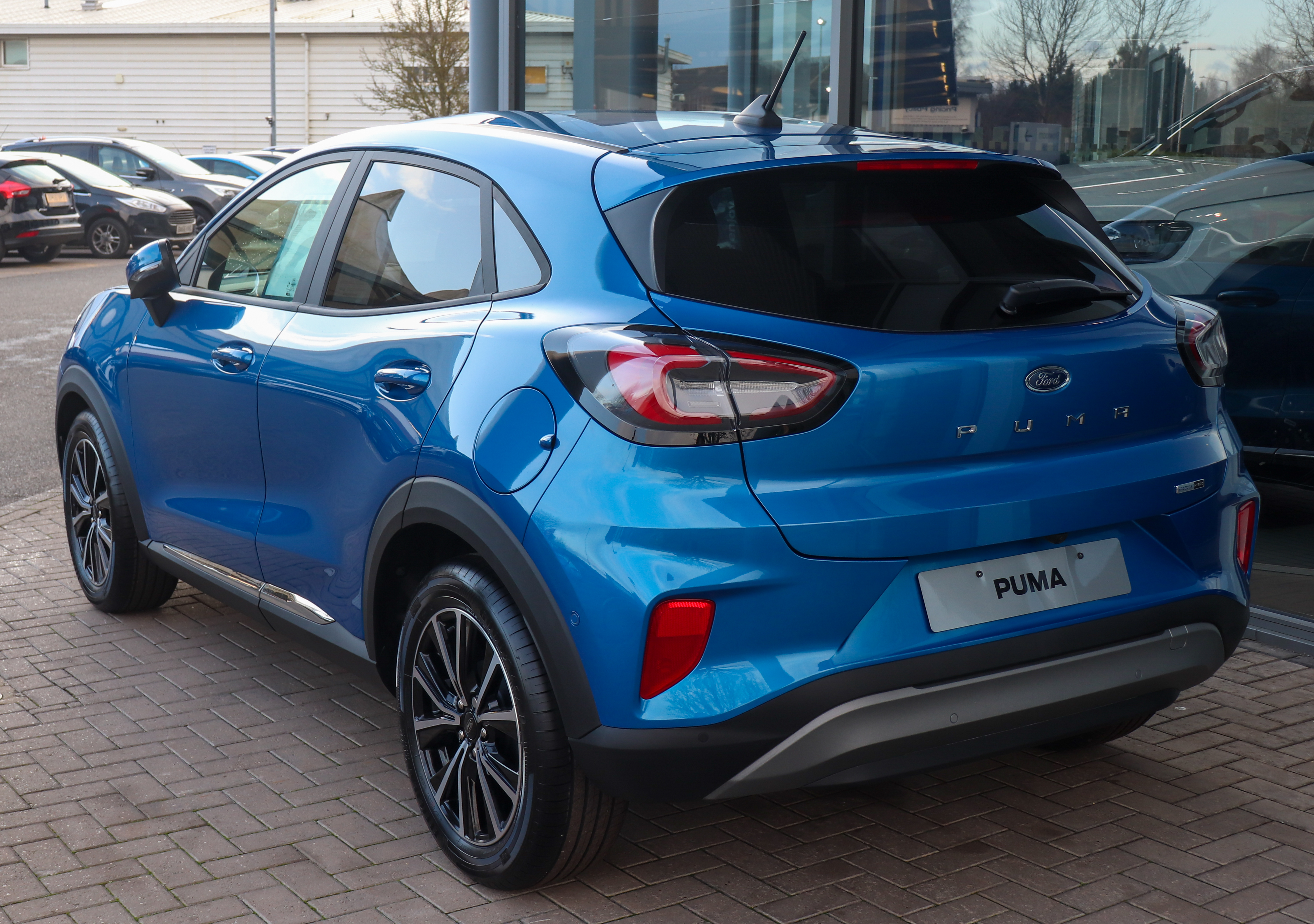
Vue de l'arrière (finition Titanium).

En avril 2019, Ford annonce ressusciter le nom « Puma », qui cette fois ne sera pas un coupé mais un crossover urbain.
Le Ford Puma est dévoilé le 26 juin 2019 à Düsseldorf, avant son exposition publique au salon de Francfort en septembre 2019.
En janvier 2020, le véhicule est nommé « Voiture de l'année » par le magazine What Car.

### Phase 2
La version restylée du Puma est présentée le 7 février 2024. Elle reçoit le système d’info-divertissement SYNC 4 de dernière génération.

## Caractéristiques techniques
Le crossover Puma repose sur la plate-forme technique de la fiesta VII produite depuis 2017 (plate-forme B mondiale de Ford).
Le coffre présente la particularité d'offrir un compartiment supplémentaire sous le plancher d'une capacité de 80 litres baptisé « MegaBox », et comprenant un bouchon de vidange.

### Motorisations
Au lancement du crossover en fin d'année 2019, celui-ci se dote de motorisations essence avec un 3-cylindres essence 1.0 EcoBoost Hybrid disponible en 125 et 155 ch, bénéficiant d'un système d'hybridation légère composé d'un accumulateur lithium-ion sous 48 volts, et d'un alterno-démarreur de 11,5 kW permettant de recharger la batterie lors des freinages et de fournir 50 N m de couple lors des accélérations. La puissance est évaluée à 153 ch (114 kW) et 240 N⋅m, dont 50 N⋅m supplémentaires avec le système de démarrage intégré.
Début 2020, la Puma reçoit en supplément des motorisations hybrides, une version essence (sans hybridation) 3-cylindres 1.0 Ecoboost de 125 ch ou 155 ch, et une version diesel 4-cylindres TDCi EcoBlue de 120 ch.
Le 24 septembre 2020 Ford dévoile la Puma ST (Sport Technologies), version sportive du crossover, doté d'un trois cylindres 1,5 l turbocompressé de 200 ch et 290 N⋅m de couple provenant de la fiesta ST. 
Au printemps 2021, à l'instar d'autres modèles de sa gamme, Ford annonce l'arrivée de la "Puma Flexifuel E85" pour le marché français, permettant de fonctionner alternativement au superéthanol et à l'essence, sur la base du 3-cylindres 1.0 Ecoboost de 125 ch. 
| Moteur                               | 3-cylindres en ligne          | 3-cylindres en ligne | 3-cylindres en ligne + alterno démarreur 48 volts | 3-cylindres en ligne + alterno démarreur 48 volts | 3-cylindres en ligne  | 4-cylindres en ligne  |
| Admission                            | Turbocompressé                | Turbocompressé       | Turbocompressé                                    | Turbocompressé                                    | Turbocompressé        | Turbocompressé        |
| Cylindrée (cm³)                      | 999                           | 999                  | 999                                               | 999                                               | 1 497                 | 1 499                 |
| Puissance maximale ch (kW)           | 125 (93)                      | 155 (116)            | 125 (93)                                          | 155 (116)                                         | 200 (149)             | 120 (90)              |
| Couple maximal (N m)                 | 92                            | 114                  | 92                                                | 114                                               | 320                   | NC                    |
| au régime de (tr/min)                | 6 000                         | 6 000                | 6 000                                             | 6 000                                             | 2 500 à 3 500         | NC                    |
| Transmission                         | Traction                      | Traction             | Traction                                          | Traction                                          | Traction              | Traction              |
| Boîte de vitesses                    | Automatique à 7 rapports      | NC                   | Manuelle à 6 rapports                             | Manuelle à 6 rapports                             | Manuelle à 6 rapports | Manuelle à 6 rapports |
| Vitesse maximale (km/h)              | 191                           | NC                   | 191                                               | 200                                               | 220                   | NC                    |
| 0-100 km/h (s)                       | 10,0                          | NC                   | 9,8                                               | 9,0                                               | 6,7                   | NC                    |
| Consommation (ℓ/100 km)              | 5,4/4,0/4,5 (NEDC) 5,5 (WLTP) | NC                   | 4,9/3,9/4,2 (NEDC) 5,3 (WLTP)                     | 5,1/3,9/4,4 (NEDC) 5,3 (WLTP)                     | 6,0                   | NC                    |
| Émissions de CO2 (g/km) (norme WLTP) | 131 à 135                     | NC                   | 124 à 127                                         | 126 à 130                                         | 155                   | NC                    |
| Émissions de CO2 (g/km) (norme NEDC) | 103 à 106                     | NC                   | 96 à 99                                           | 99 à 101                                          | NC                    | NC                    |
| Capacité du réservoir (ℓ)            | NC                            | NC                   | NC                                                | NC                                                | NC                    | NC                    |
| Masse à vide (kg)                    | 1 280                         | 1 280                | 1 280                                             | 1 280                                             | NC                    | NC                    |
| Norme environnementale               | Euro 6-d temp                 | Euro 6-d temp        | Euro 6-d temp                                     | Euro 6-d temp                                     | Euro 6-d temp         | Euro 6-d temp         |

NC : non connu

### Puma Gen-E
La Gen-E, version 100 % électrique du Puma, remplace les motorisations thermiques depuis 2025.

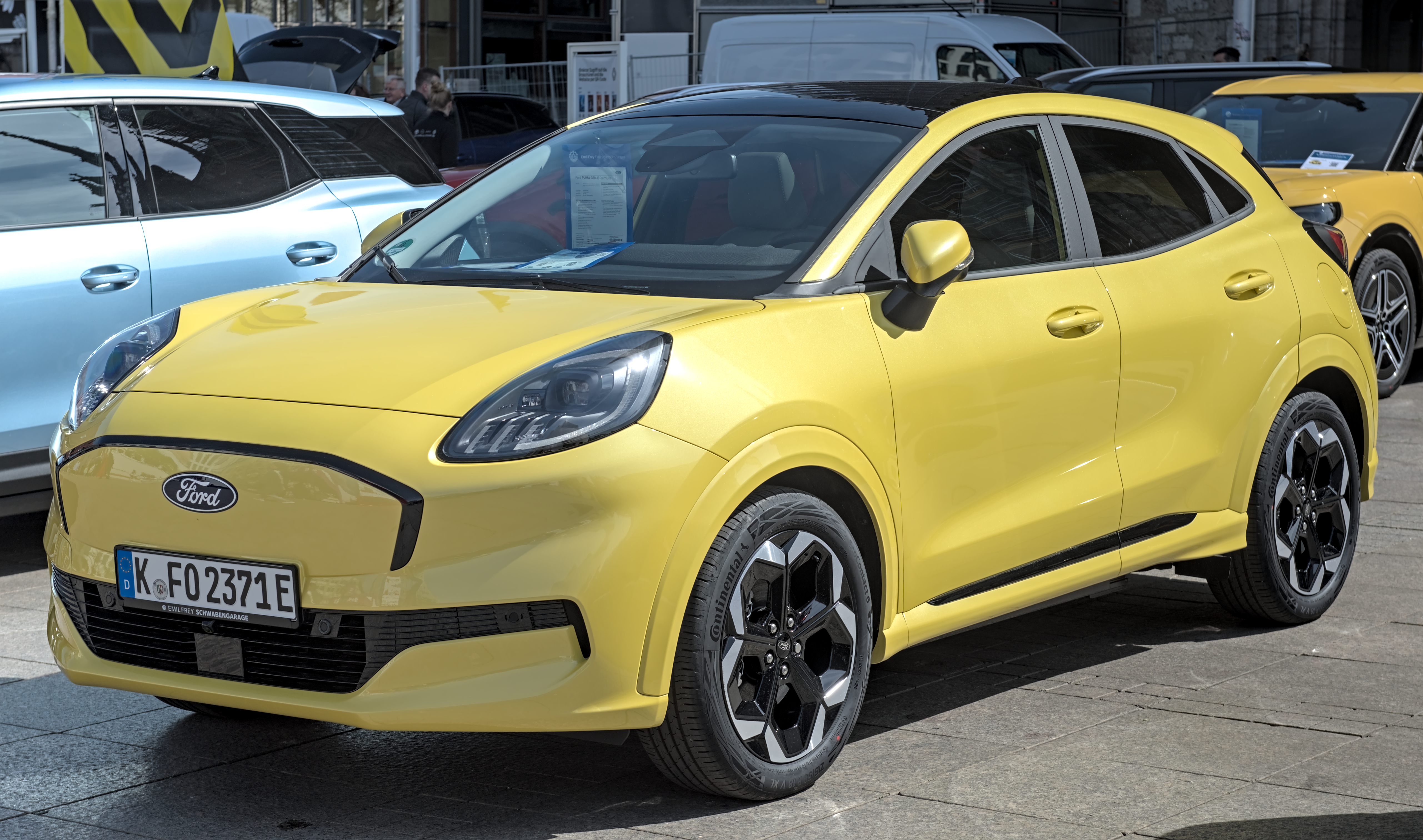
Puma Gen-E - Vue avant.
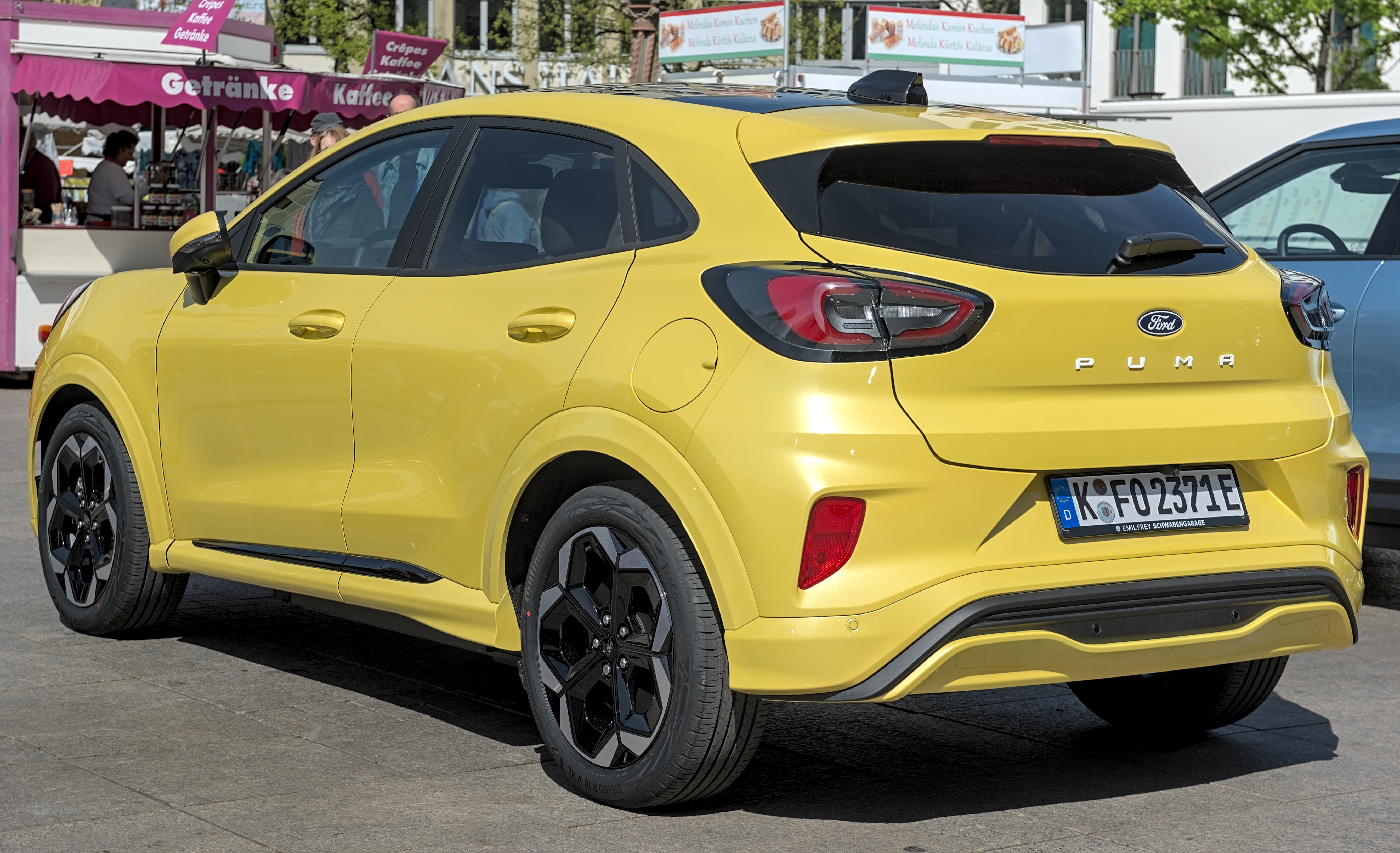
Puma Gen-E - Vue arrière.

## Finitions

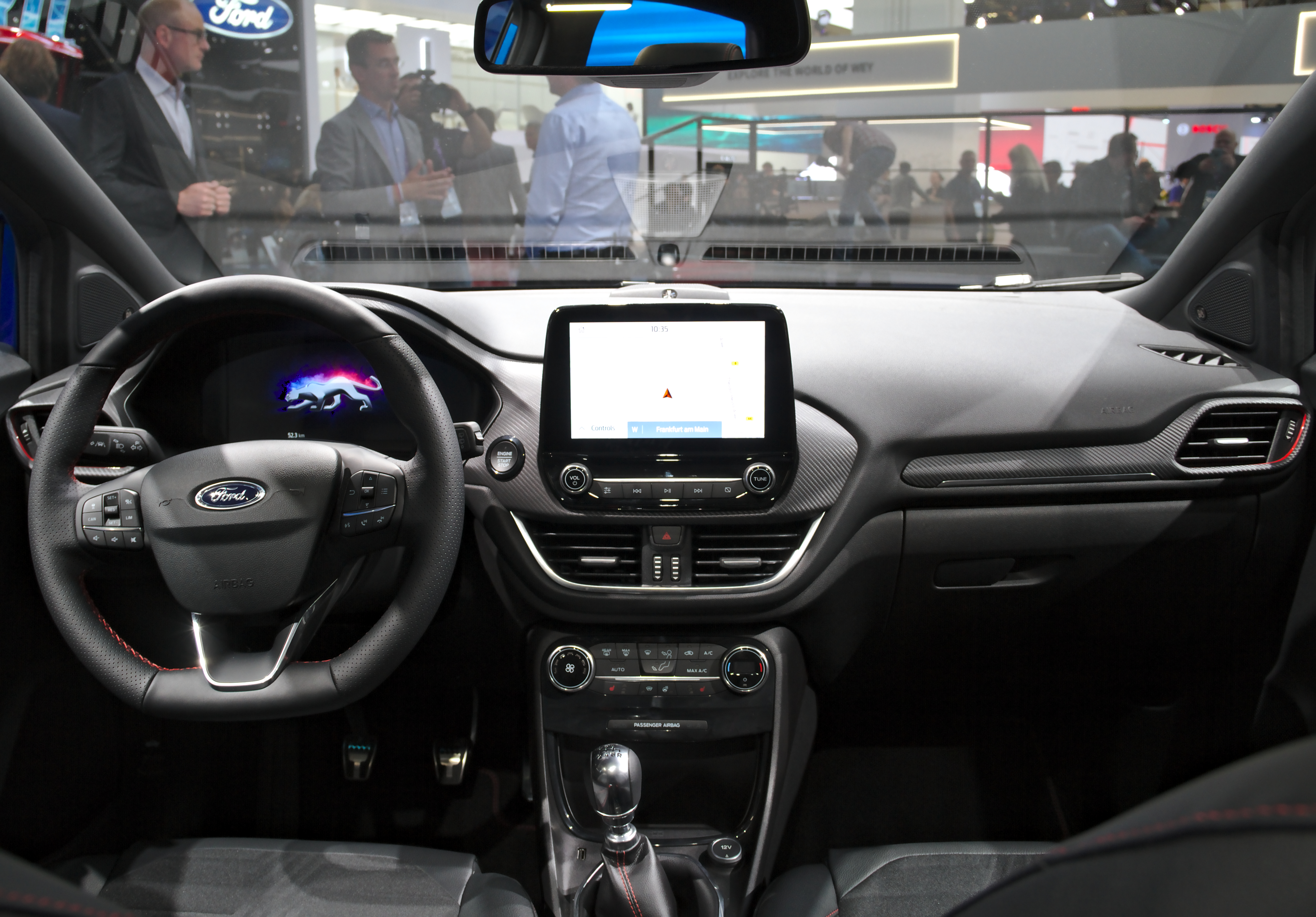
Planche de bord de la Puma.

- Titanium
- Titanium X[12]
- ST Line
- ST-Line X
- ST-Line Vignale[13]
- ST

### Séries spéciales
- Puma ST Line X Gold Edition[14]
- Ford Puma ST 200 Last Edition, limitée à 100 exemplaires en 2024[15]

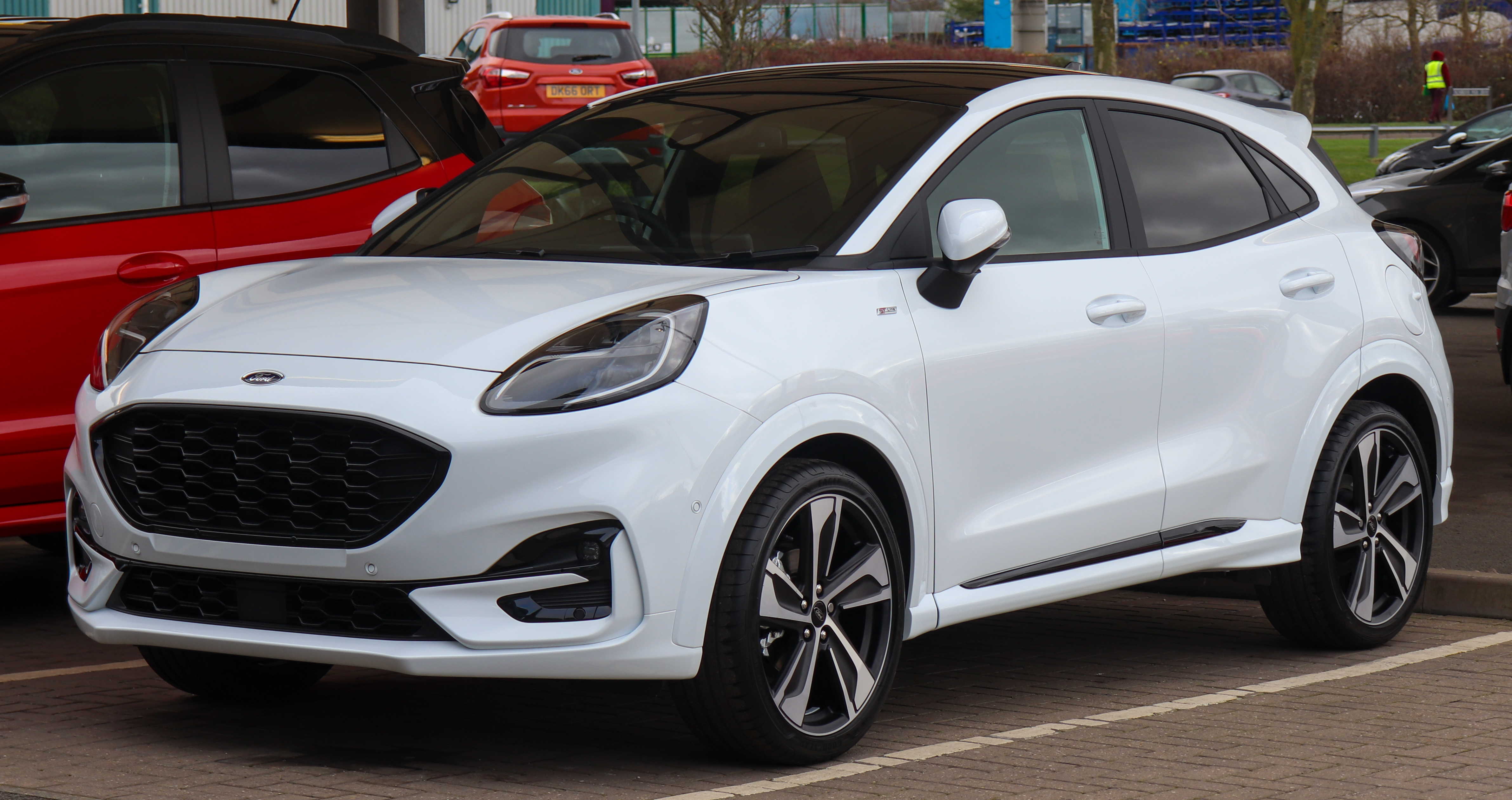
Puma ST Line - Vue avant.
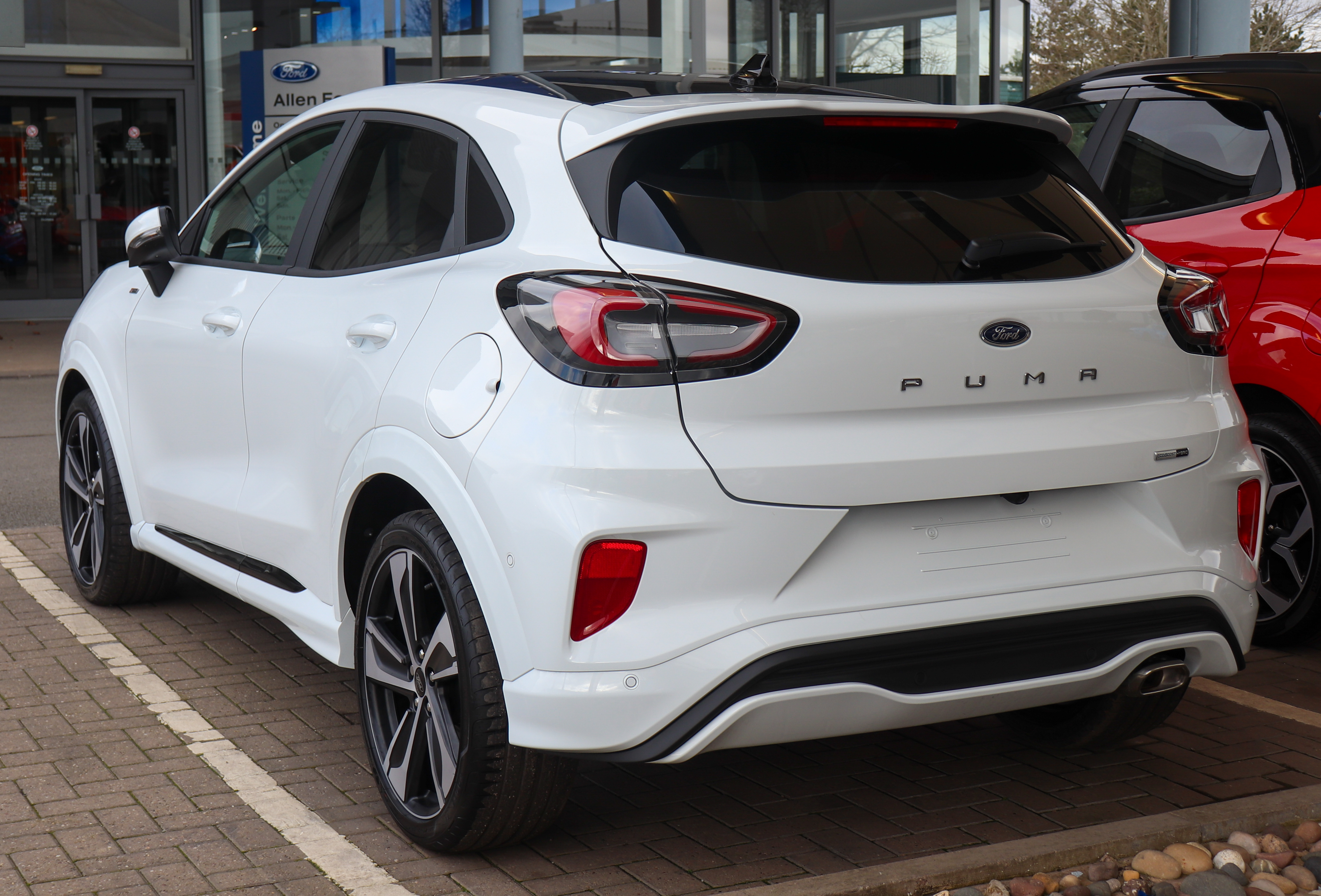
Puma ST Line - Vue arrière.
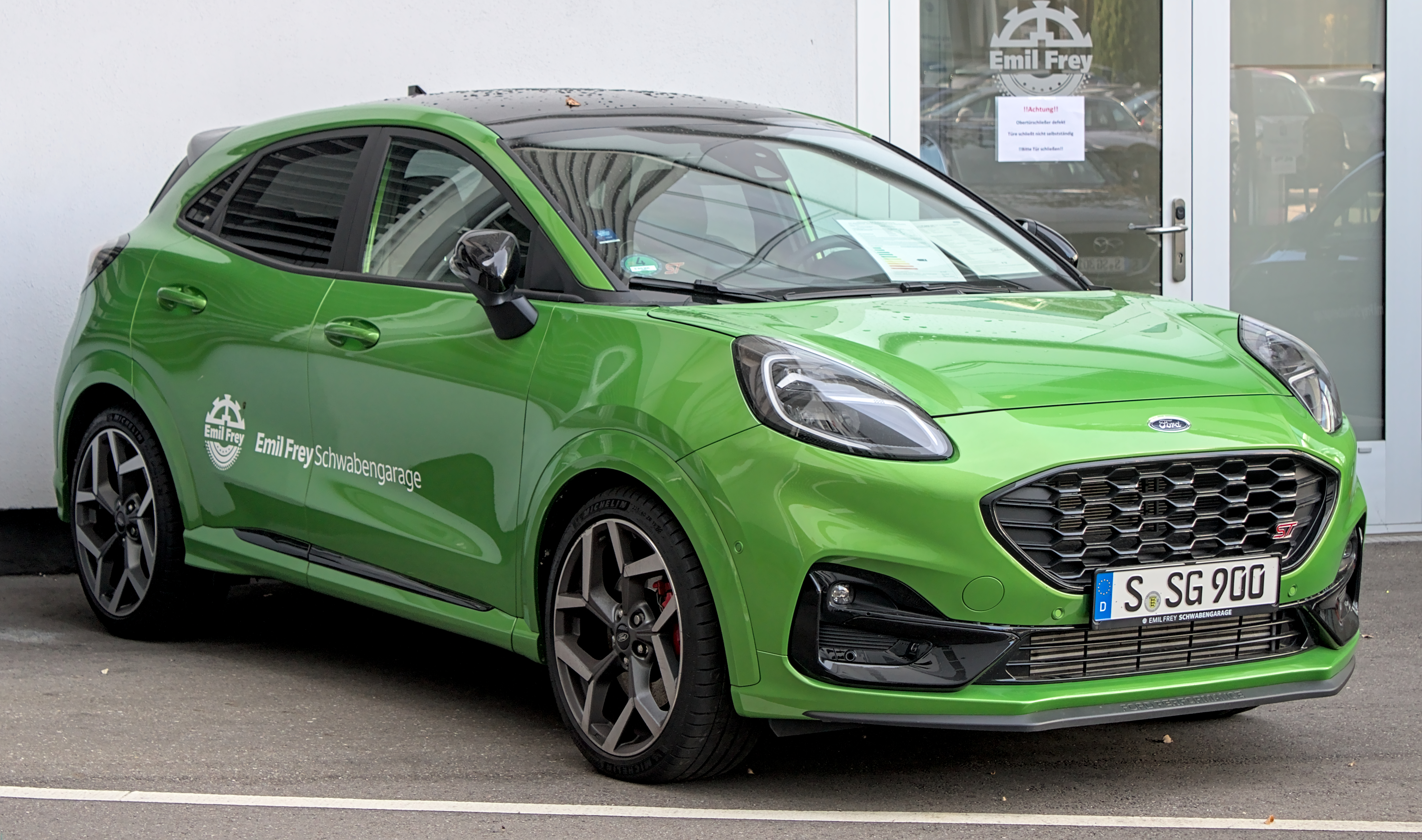
Puma ST - Vue avant.
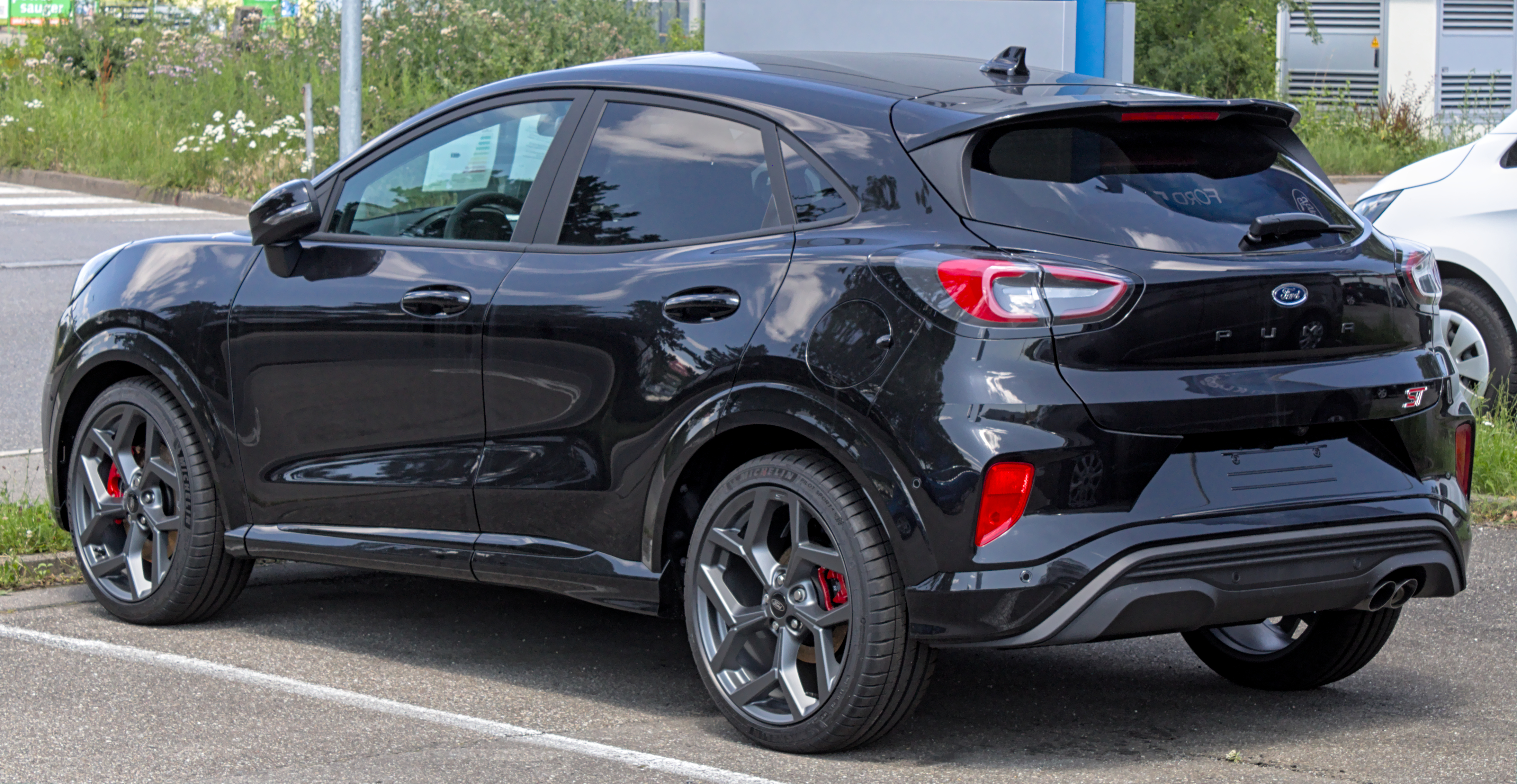
Puma ST - Vue arrière.

## Production
La production du Puma a débuté à Craiova, en Roumanie, en octobre 2019, aux côtés du Ford EcoSport équipé lui aussi du moteur EcoBoost Fox de 1,0 L. Ford a investi deux cents millions d'euros et emploie 1 700 personnes sur le projet.

### Ventes
| Année | Europe |
| ----- | ------ |
| 2019  | 337    |
| 2020  | 118180 |

## Dispositifs de sécurité
La Puma reçoit cinq étoiles aux tests de l'Euro NCAP en 2019. La protection des adultes et des enfants est évaluée à 94 % et 84 %. La sécurité des piétons est notée à 77 %.
La Ford Puma est équipée de l'assistance pré-collision avec détection des piétons (système anti-collision), l'assistance au freinage d'urgence, du système de contrôle automatique de la pression des pneus, du contrôle électronique de la stabilité, de l'aide au stationnement semi-autonome, de l'assistance de direction d'urgence, et également d'un régulateur de vitesse adaptatif. Elle peut recevoir un freinage d'urgence autonome, un limiteur de vitesse intelligent et l'aide au maintien dans la file de circulation.
En 2022, l'organisme Green NCAP, chargé d'évaluer les performances environnementales des véhicules, attribue la note de 3/5 pour la Puma Flexifuel en mode E85 (2,5/5 en mode E10). 
|                           | Qualité de l'air | Rendement énergétique | Gaz à effet de serre | SCORE FINAL   |
| ------------------------- | ---------------- | --------------------- | -------------------- | ------------- |
| Puma Flexifuel (mode E85) | 5,3/10           | 5,3/10                | 6,9/10               | 3/5 étoiles   |
| Puma Flexifuel (mode E10) | 5,2/10           | 5,2/10                | 3,7/10               | 2,5/5 étoiles |